# UFJ信託銀行
UFJ信託銀行株式会社（ユーエフジェイしんたくぎんこう）とは、2005年9月30日まで存在したUFJホールディングス（以下、UFJHD）傘下の信託銀行。2005年10月1日をもって三菱信託銀行と合併し三菱UFJ信託銀行となった。

## 概要
設立は専業信託としては後発組に入る1959年。大蔵省が発表した信託分離政策に沿い、三和銀行と神戸銀行（現在の三井住友銀行）の信託部門および野村證券の証券代行業務部門と投資管理業務部門を承継し、東洋信託銀行として発足。専業信託の中で資金量では下位に位置していたが、非財閥系として存在感を出し、証券代行等の資産管理関連業務では業界トップの座を占めたほか、年金資産運用に関してもアセットアロケーションに長じていると高い評価を得ていた。

## 三菱信託銀行との合併
2004年3月期の決算でUFJHDが大幅な赤字を計上。これを補うためにUFJ信託銀行を住友信託銀行に売却することで基本合意するも、同年7月14日、UFJHDが三菱東京フィナンシャル・グループ（以下、MTFG）へ経営統合を申し入れ、住友信託銀行への売却を白紙撤回した。
2005年10月1日、「三菱UFJフィナンシャルグループ（MUFG）」が発足。同日付で三菱信託銀行と合併し「三菱UFJ信託銀行」となった。

## 沿革
- 2001年
  - 4月2日 - 東洋信託銀行が三和銀行及び東海銀行と株式移転によりUFJホールディングスを設立。その完全子会社となる[4]。
  - 5月 - 東洋信託銀行が東海信託銀行の全株式を東海銀行から譲り受ける。
  - 7月1日 - 東洋信託銀行が東海信託銀行を合併。
- 2002年1月15日 - UFJ信託銀行株式会社に商号変更。
- 2004年
  - 5月21日 - 住友信託銀行への売却を発表。
  - 7月14日 - 住友信託銀行への売却を白紙撤回。UFJHDと三菱東京フィナンシャル・グループの経営統合が報道される。
  - 8月12日 - UFJHDとMTFGが2005年10月に経営統合し、三菱UFJフィナンシャルグループを発足することで基本合意。
- 2005年10月1日 - 三菱信託銀行と合併。三菱UFJ信託銀行が発足（存続会社は三菱信託銀行）。